# Elżbieta Czyżewska
Elżbieta Czyżewska est une actrice de cinéma et de théâtre polonaise, née le 14 avril 1938 à Varsovie et morte le 17 juin 2010  à New York. Elle s'est installée aux États-Unis à compter de 1968.

## Biographie
Elżbieta Justyna Czyżewska qui a perdu son père pendant la Deuxième Guerre mondiale et dont la mère est une modeste couturière, passe son enfance avec sa sœur, à laquelle elle était très attachée, dans un orphelinat à Konstancin. Après le lycée, elle intègre l'École nationale des Arts du Théâtre de Varsovie dont elle sort diplômée en 1960. L'écrivain et scénariste Janusz Głowacki, qui l'a connue à cette époque, relève qu'elle sortait du lot par un talent hors du commun. Encore étudiante de 3e année, elle rejoint l'emblématique Théâtre étudiant des humoristes (pl) invitée par le metteur en scène Jerzy Markuszewski (en). Elle s'y illustre en interprétant des chansons comme celle d'Agnieszka Osiecka Kochankowie z ulicy Kamiennej (Les Amants de la rue Kamienna), considérée comme l'hymne de la troupe et reprise ensuite par de nombreux chanteurs.
Elle fait ses premiers pas sur les planches en 1958 dans La Visite de la vieille dame mis en scène à Varsovie par Ludwik René. Jusqu'en 1966, elle reste liée au Théâtre Dramatyczny de Varsovie (pl). En 1962, elle tient le rôle de Daisy dans Rhinocéros mis en scène par Wanda Laskowska, puis Alicja dans Le Festin des meurtriers (Uczta morderców) d'Andrzej Wydrzyński (pl) ou la demoiselle Koburri dans Un ange vient à Babylone (de) Friedrich Dürrenmatt. En 1962, elle reçoit un prix au festival des arts russes et soviétiques de Katowice pour le rôle de Sonia dans Platonov d'Anton Tchekhov. En 1964, elle joue Miranda dans Don Juan ou l'amour de la géométrie (de) de Max Frisch. Elle connaît son plus grand succès au théâtre en 1965, avec Après la chute d'Arthur Miller où elle reprend le rôle inspiré par Marilyn Monroe en présence de l'auteur lui-même.
Si Elżbieta Czyżewska se produit avec succès sur la scène, en parallèle elle mène une brillante carrière de comédienne au cinéma et devient rapidement l'actrice la plus populaire en Pologne.
Elle fait ses débuts à l'écran dans des comédies romantiques telles : Le Mari de sa femme (1960), Une femme pour un Australien (1963) et Le Mariage de raison (1966) de Stanisław Bareja, Où est le général (1963) de Tadeusz Chmielewski ou encore Giuseppe à Varsovie (1964) de Stanisław Lenartowicz.
Elle est également au casting de L'Impossible adieu (1962) de Stanisław Jędryka présenté à Cannes, Silence (1963) de Kazimierz Kutz et Le Manuscrit trouvé à Saragosse (1965) de Wojciech Has. Elle joue dans les premiers films de son mari Jerzy Skolimowski, qu'elle épouse en 1959 : Signe particulier : néant (1964) et Walkower (1965).
En 1965, Czyżewska divorce d'avec Jerzy Skolimowski pour se marier avec le journaliste américain David Halberstam, correspondant du New York Times en Pologne. Cette union est extrêmement mal perçue par le régime communiste en place en cette période de Guerre Froide. David Halberstam est expulsé de Pologne par les autorités communistes après avoir écrit un article critique sur le regime de Władysław Gomułka. Czyżewska décide de le rejoindre aux États-Unis en 1967.
L'actrice retourne encore en  Pologne en 1968 à la demande d'Andrzej Wajda qui lui confie son propre rôle dans Tout est à vendre (Wszystko na sprzedaż). Mais le tournage est ralenti par les troubles liés au mouvement étudiant de mars 1968 et la violente répression dont cet événement fait l'objet. Czyżewska quitte la Pologne et ne pourra en refouler le sol qu'en 1980, à l'arrivée du mouvement Solidarność mené par Lech Walesa. Elle reviendra plus régulièrement en Pologne à partir des années 1990.
Aux Etats Uris, Czyżewska s'illustre surtout sur scène mais doit se contenter de camper des personnages de second plan. En 1989 Costa-Gavras l'engage pour jouer dans Music Box. En 1990, elle remporte un Obie Award pour Crowbar de Mac Wellman.
L'actrice a décédée en 2010. Elle est enterrée au cimetière de Powązki à Varsovie.

## Hommage
Jerzy Bogajewicz (Yurek Bogayevicz) s'inspire de son histoire et en fait un film intitulé Anna, sorti aux États-Unis en 1987 avec Sally Kirkland dans le rôle-titre.

## Filmographie

### Films de fiction[3],[2]
- 1959 : Café „Pod Minogą” (pl) (Le Café « Minoga ») de Bronisław Brok (pl) - non créditée
- 1960 : Mąż swojej żony (Le Mari de sa femme) de Stanisław Bareja, dans le rôle de Renata, la fille du professeur Trębski
- 1961 :  La Toussaint (en polonais : Zaduszki) de Tadeusz Konwicki, dans le rôle de la lieutenante « Listek »
- 1961 : Złoto (L'Or de mes rêves) de Wojciech Has, dans le rôle de Dorota
- 1961 : Zuzanna i chłopcy (pl) (Zuzanna et les garçons) de Stanisław Możdżeński, dans le rôle de Monika
- 1962 : Pistolet typu “Walter P-38” (téléfilm de Edward Etler (pl)), dans le rôle de la serveuse
- 1962 : L'Impossible adieu (Dom bez okien) de Stanisław Jędryka - présenté à Cannes en 1962 - dans le rôle de l’acrobate Teresa Kwaśnikówna
- 1962 : Dziewczyna z dobrego domu (pl) (Une jeune fille de bonne famille) dans le rôle de Krystyna, la copine de Tadeusz
- 1963 : Gdzie jest generał... (pl) (Où est le général...) de Tadeusz Chmielewski, dans le rôle de Marusia
- 1963 : Godzina pąsowej róży (pl) (L'Heure de la rose rouge) de Halina Bielińska, dans le rôle de Ania
- 1963 : Milczenie (Silence) de Kazimierz Kutz, dans le rôle de l’infirmière Kazia
- 1963 : Pasażerka (La Passagère) d'Andrzej Munk dans le rôle d’une prisonnière (non crédité)
- 1963 : Żona dla Australijczyka (Une femme pour un Australien) de Stanisław Bareja, dans le rôle de Hanka Rębowska, membre de « Mazowsze »
- 1964 : Giuseppe w Warszawie (pl) (Giuseppe à Varsovie) de Stanisław Lenartowicz (pl) dans le rôle de Maria
- 1964 : Obok prawdy (pl) (À côté de la vérité) de Janusz Weychert (pl) dans le rôle de Magda, fille de Bartoszek
- 1964 : Pierwszy dzień wolności (Le Premier Jour de liberté) dans le rôle de Luzzi Rhode, sœur d’Inga
- 1964 : Przerwany lot (pl) (Le Vol interrompu) de Leonard Buczkowski dans le rôle d’Urszula
- 1964 : Le Manuscrit trouvé à Saragosse de Wojciech Has, dans le rôle de Donna Frasquetta Salero
- 1964 : Signe particulier : néant (Rysopis) de Jerzy Skolimowski, dans le rôle de Teresa / Barbara / la femme de Leszczyc
- 1965 : Dzień ostatni, dzień pierwszy (Dernier jour, Premier Jour), téléfilm de Stanisław Różewicz
- 1965 : Niekochana (pl) (La Mal-aimée) de Janusz Nasfeter (pl) dans le rôle de Noémie
- 1965 : Walkower de Jerzy Skolimowski, dans le rôle de la fille de la gare
- 1965 : Święta wojna (La Guerre sainte) de Julian Dziedzina, dans le rôle de Gabrysia
- 1966 : Małżeństwo z rozsądku (Le Mariage de raison) de Stanisław Bareja dans le rôle de Joanna
- 1968 : Tout est à vendre (Wszystko na sprzedaż) d'Andrzej Wajda dans le rôle d'Ela, femme de l’acteur
- 1969 : Putney Swope dans le rôle de la femme de chambre de Putney
- 1973 : Den foerste kreds (en) (The First Circle / en suédois : Den första kretsen) d'Aleksander Ford, dans le rôle de Simoczka
- 1981 : La Débutante (pl) dans le rôle de Maria, assistante et maîtresse de Jerzy
- 1981 : La Limousine Daimler-Benz (pl), dans le rôle de Franciszka Felińska, femme de Max
- 1982 : Odwet dans le rôle d’Adzia Świdrycka
- 1987 : Kocham kino (pl) (J'aime le cinéma), dans le rôle de Maria Borkowska, mère de Paweł
- 1988 : À bout de course (Running on Empty) de Sidney Lumet, dans le rôle de la membre du jury Juilliard Woman
- 1989 : Rude Awakening de David Greenwalt et Aaron Russo, dans le rôle d’Enna
- 1989 : Misplaced de Louis Yansen, dans le rôle de Halina Nowak
- 1989 : Music Box de Costa-Gavras, dans le rôle de Melinda Kalman, témoin au procès Laszlo
- 1990 : Cadillac Man dans le rôle de la femme soviétique
- 1991 : Un baiser avant de mourir (A Kiss Before Dying) dans le rôle de la propriétaire
- 1994 : Szczur de Jan Łomnicki dans le rôle de Małpka
- 1996 : Charms Zwischenfälle (Charm's Incidents)
- 1996 : I Love You, I Love You Not dans le rôle de Dora
- 1998 : O.K. Garage (en) dans le rôle de Mrs Hummel
- 1999 : Coming Soon de Colette Burson (en)[4] dans le rôle du docteur Luft
- 2000 : Hunters in the Snow (Heimkehr der Jäger / Le Retour des chasseurs) de Michael Kreihsl
- 2006 : Happiness dans le rôle d’Iwona
- 2006 : S@motność w sieci (pl) (Solitude en rése@u) de Witold Adamek (pl), dans le rôle d’une inconnue à La Nouvelle-Orléans
- 2007 : June Weddings[5] court métrage de Barbara Hammond[6], dans le rôle de Sonja
- 2009 : The Hungry Ghosts (en) dans le rôle de Mrs Dunleavy

### Séries télévisées
- 1965 : Kapitan Sowa na tropie (pl) dans le rôle de Józefina Urszula Czerska née Grzesik
- 1966 : Klub profesora Tutki (pl) dans le rôle de la fille des Alpes
- 1999 : Sex and the City dans le rôle de Dr Guinevere Shapiro
- 2000 : New York 911 (Third Watch) dans le rôle de Katrina
- 2003 : Law & Order: Criminal Intent (New York, section criminelle) dans le rôle de la mère de Katja
- 2010 : Damages dans le rôle de la méchante Russe